# 抗战胜利纪功碑暨人民解放纪念碑
抗战胜利纪功碑暨人民解放纪念碑，原名抗战胜利纪功碑，1949年后加称重庆人民解放纪念碑，简称解放碑，位于重庆市渝中区解放碑中央商务区的中心地带，民族路、民权路、邹容路交汇的十字路口处，是重庆的地标。
1987年1月23日列為重慶市第二批市級文物保護單位初定名單。1991年4月16日公佈為四川省第三批省級重點文物保護單位。2013年3月5日列為第七批全國重點文物保護單位。

## 建造
解放碑，原名抗戰勝利紀功碑，是實施《陪都十年建設計劃》的項目之一，專門設立的籌建委員會，由黃寶勛、劉達仁主持策劃工作。建築方面由建築師黎倫傑設計，土木工程師李際棻，建築師唐本善、張之蕃，郭民瞻等共同協助，電器設備由電器工程師李鍾岳負責。工程施工由天府營造廠得標承建，1946年10月31日由張篤倫市長主持奠基動工建造，全部工程經費開支1.83億元（紀功碑工程經費共花去2.17億元）：事前以募捐方式集資，少者二干元，多者數十萬元，既是代表著百萬人民之心，也是舉國上下在抗日战争勝利後所產生的共同的結晶。 
整個紀功碑位於民權路都郵街廣場，占地面積為20米直徑的圓形地盤，構成紀功碑的內容：
1. 碑台：10米半徑圓形青石台（高1.6米），周邊部分作青石踏步8級，台階留有8處栽植花木的花圃。
2. 碑座：有石碑8面，採用北碚出產的上等峽石，以8根青石砌結護柱組成碑柱，石碑嵌於碑座外面，銘刻碑文五則（①國民政府明定重慶為陪都的全文；②國民政府重慶行轅兼代主任張群寫的碑文；國民政府文官長吳鼎昌寫的碑文；④張篤倫市長題寫的碑名；⑤重慶市參議會的題詞。）
3. 碑身：高度為24米，由4米直徑的圓筒構成，內部圓形，外為八角形，每角邊線條以米黃色釉面磚鋪砌，內部有懸臂旋梯140級，盤旋而上至瞭望台，沿著旋梯設勝利走廊，廊上掛抗戰英雄偉大戰績及日本投降簽字等油画：下邊嵌藏各省、市贈送的紀念物品及社會名流題贈的碑石，紀功碑壁內藏有紀念鋼管，管內放著本工程設計圖樣和有關人的簽字，並且存放一些具有代表性的文化名作，報紙．郵票、鈔票．照片等。美國總統羅斯福1943年贈給重慶市的捲軸譯文，也銘刻在「勝利走廊」的堅上。
4. 瞭望台（碑身底部上升至24米處設有環狀瞭望台）：直徑為4.5米，較碑身寬些，可容20人登臨遊覽。
5. 瞭望台下碑身正對馬路的四面可見報時的標準鍾（標準鍾所在的位置是沿懸臂旋梯上升至23米處），鐘面之間分別是四幅抗戰有功的陸海空軍將士及後方生產的工人、農民的浮雕。
6. 瞭單台頂上設風向儀、風速器、指北針及有關測候儀器。

全部建築共用鋼材25噸，水泥900餘桶（工程施工共用水泥950桶，其中150桶白水泥從義大利進口，那時水泥包裝是用木桶，計量標準每桶170公斤），碑身各層分設鋼筋混凝土花窗，正門用特選楠木精製，內外壁採用白水泥飾面。電氣設備：本身照明有水銀太陽燈8根圍繞碑頂，內部每層有水銀燈1根，外射照明設有8個強力探照燈，從各方投射碑身，使整個紀功碑建築顯露於8條柔和的光線中，其為壯觀。

## 历史

### 抗日战争之前

重慶新建設之一：抗戰勝利紀功碑

现解放碑一带原叫“督邮街”，因这里有一官办邮局而得名。当时仅有几家药铺、绸缎庄和卖文房四宝的公司外，其余都是居民住宅如杨家大院、周家大院等。督邮街四条窄巷交汇处有一仅几十平方米的空地，称“大什字”，如今就是解放碑中心一带。

### “精神堡垒”
紀功碑舊址原先是通高七丈七尺的木結構建築——精神堡壘，方型錐體炮樓式，1940年11月始建，1946年10月拆除。該建築物象徵抗戰到底的決心和弘揚禦侮的精神。 
1941年12月，日本發動太平洋戰爭後，中國與美國和英國結成同盟共同對日本、德國、義大利三國軸心作戰，從這時起，中日戰爭成為第二次世界大戰的一部分。
1940年3月12日国民政府在重庆都邮街广场中心主持修建“精神堡垒”，于1941年12月31日落成。“精神堡垒”由“国民精神总动员会”等四家单位承建，采用木质结构，四方形，跑楼式，高七丈七尺（约26米），有旋梯可达顶端，碑顶设时钟、方向标志和风速风向仪，由当时的国民政府修建，建碑的意义是：激励全国人民的抗战士气，勉励同胞当有抗战到底的精神，命名它为“精神堡垒”。“七丈七尺”象征“七·七抗战”。

### 抗战胜利纪功碑

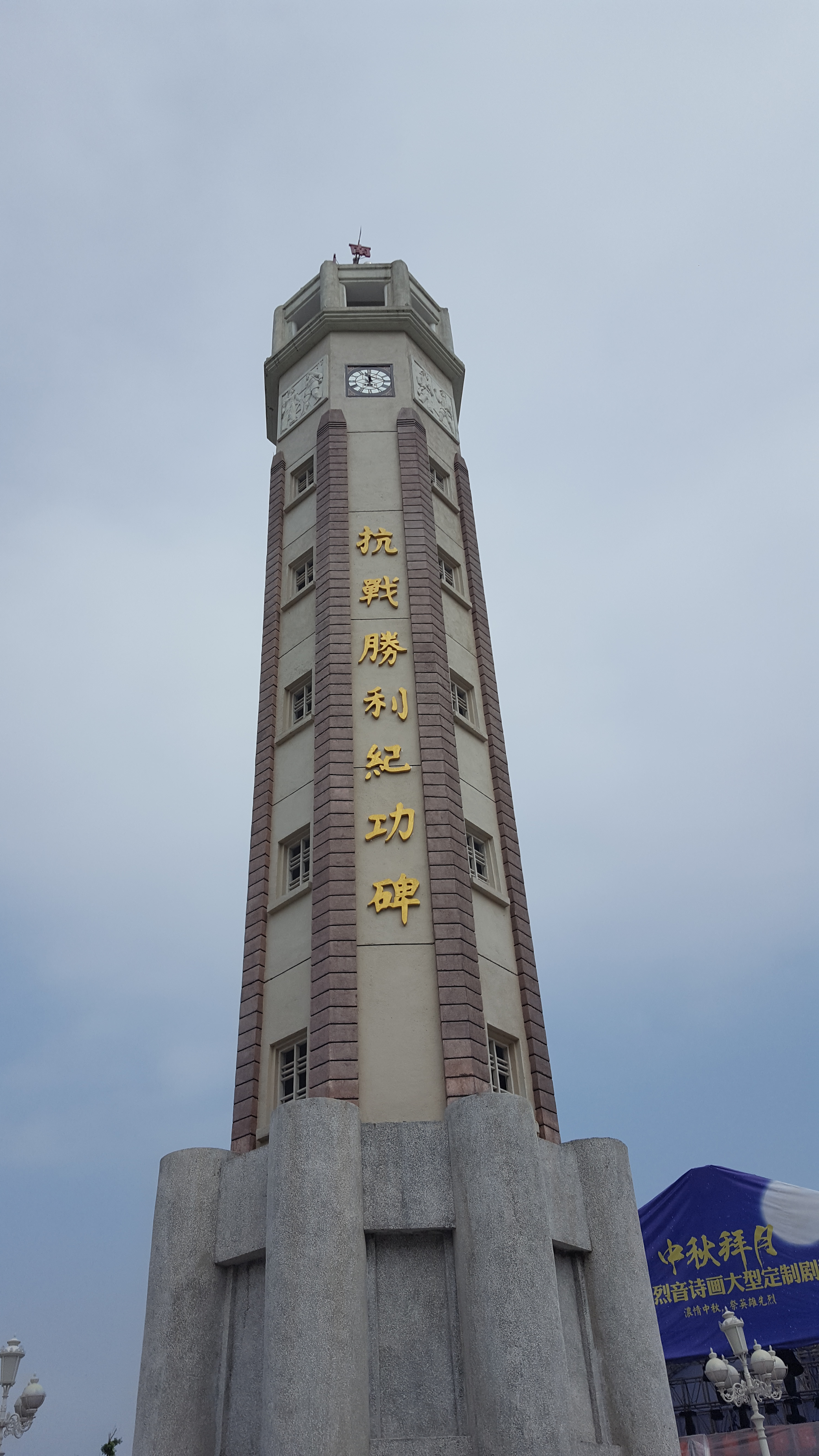
两江影视城内仿造的抗战胜利纪功碑

抗日战争胜利后，国民政府在“精神堡垒”原址上修建“抗战胜利纪功碑”，记全国军民的浴血奋战之功。
1946年10月31日，“精神堡垒”原址弹坑新纪念碑奠基。12月，新纪念碑正式动工，改为八角形柱体盔顶钢筋混凝土结构。1947年8月纪念碑主体完工，同年10月10日竣工，碑身刻“抗战胜利纪功碑”，时称“纪功碑”，外形即今日所见解放碑。在解放碑中，至今仍然存放着美国总统小罗斯福在二战胜利时写给重庆人民的信。

### 重庆人民解放纪念碑
1949年11月30日，中国人民解放军攻占重庆主城。1950年10月1日，西南军政委员会更改碑上文字和图案，刘伯承改题“重庆人民解放纪念碑”，简称“解放碑”，由纪念中国人民抗日战争胜利变为纪念重庆解放。

## 图集

### 落成典禮（1947年）

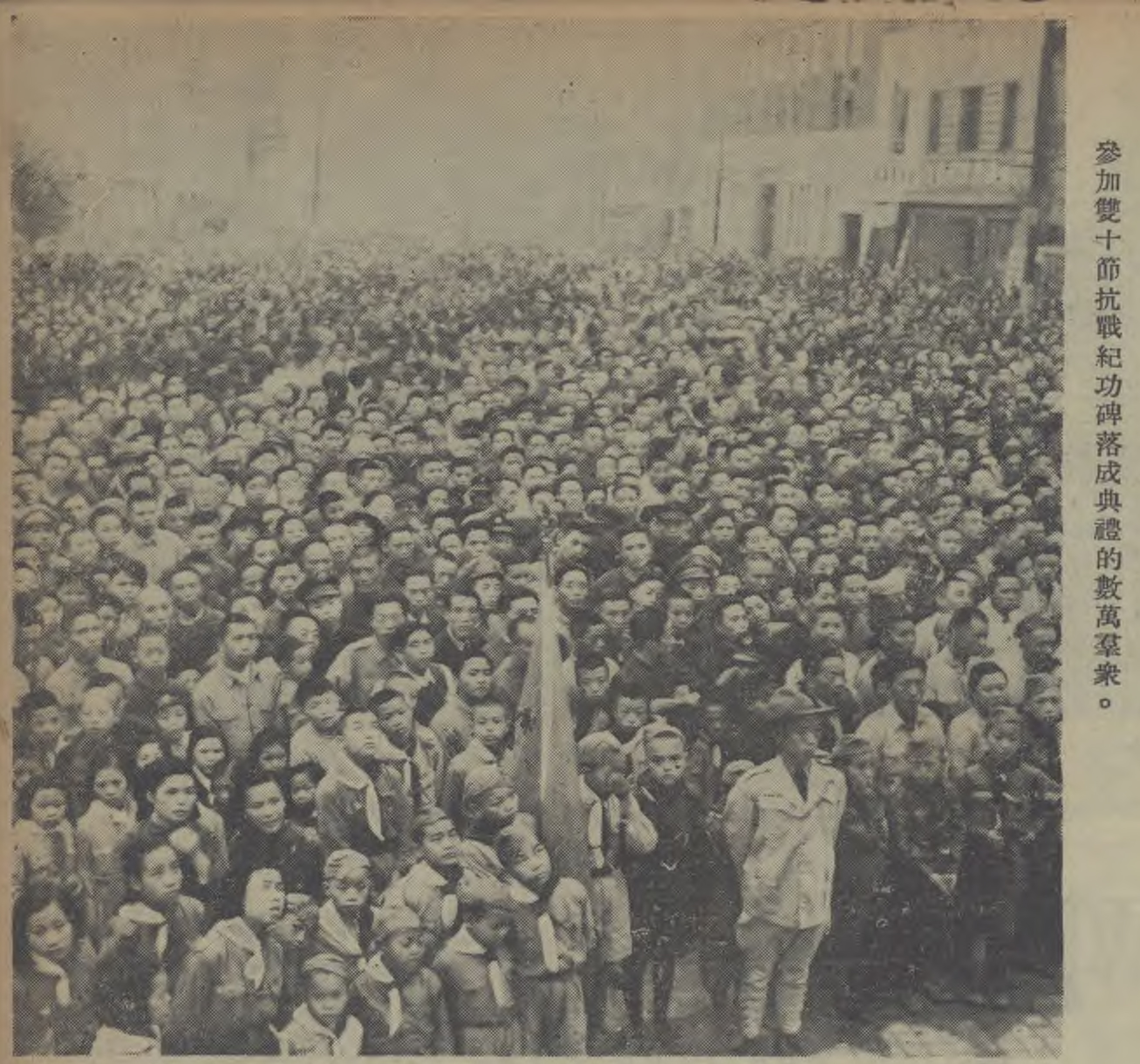
參加雙十節紀功碑落成典禮的數萬羣眾
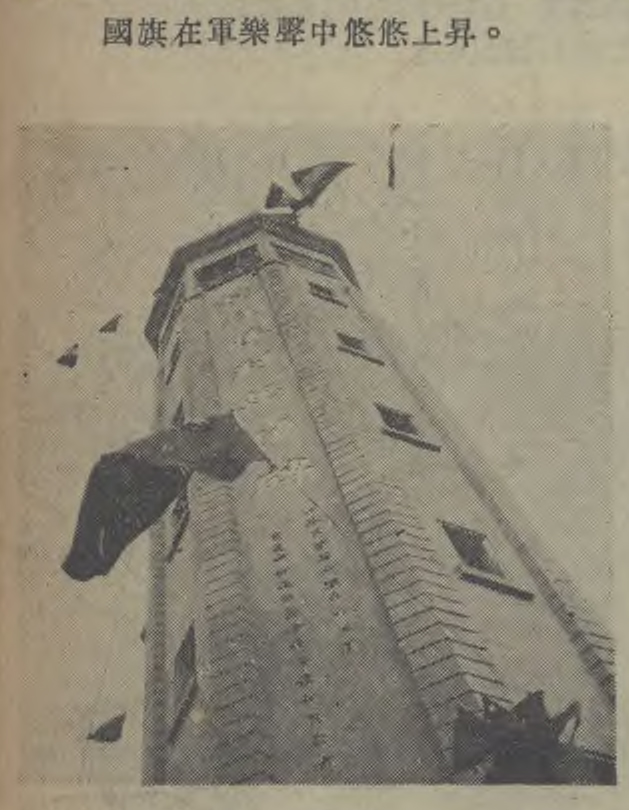
國旗在軍樂聲中悠悠上昇
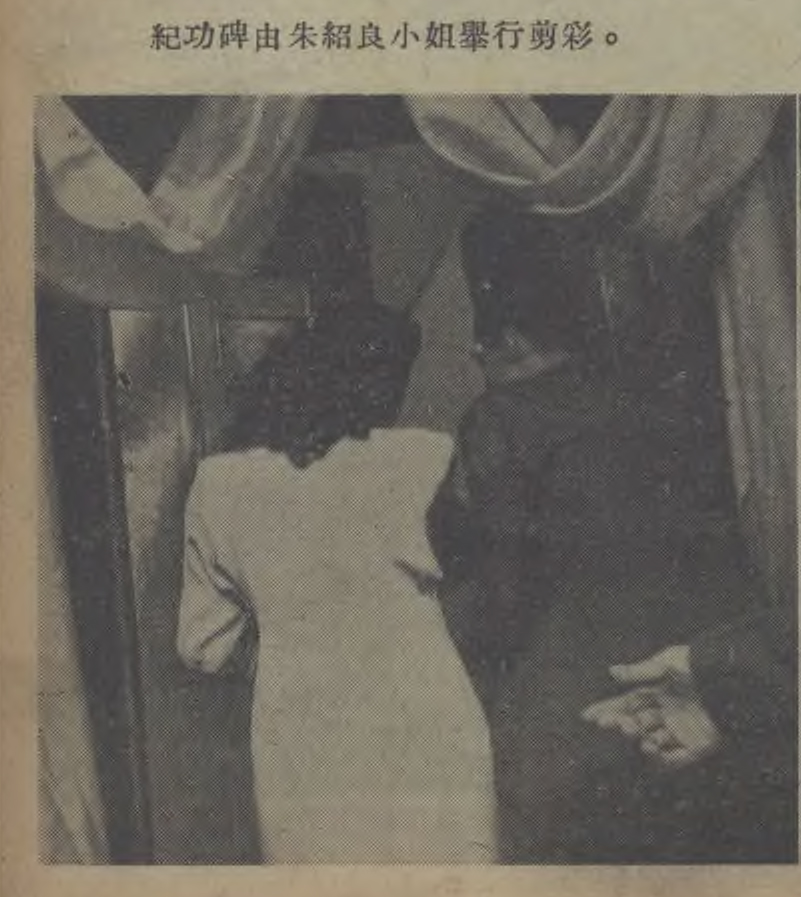
紀功碑由朱紹良小姐舉行剪彩
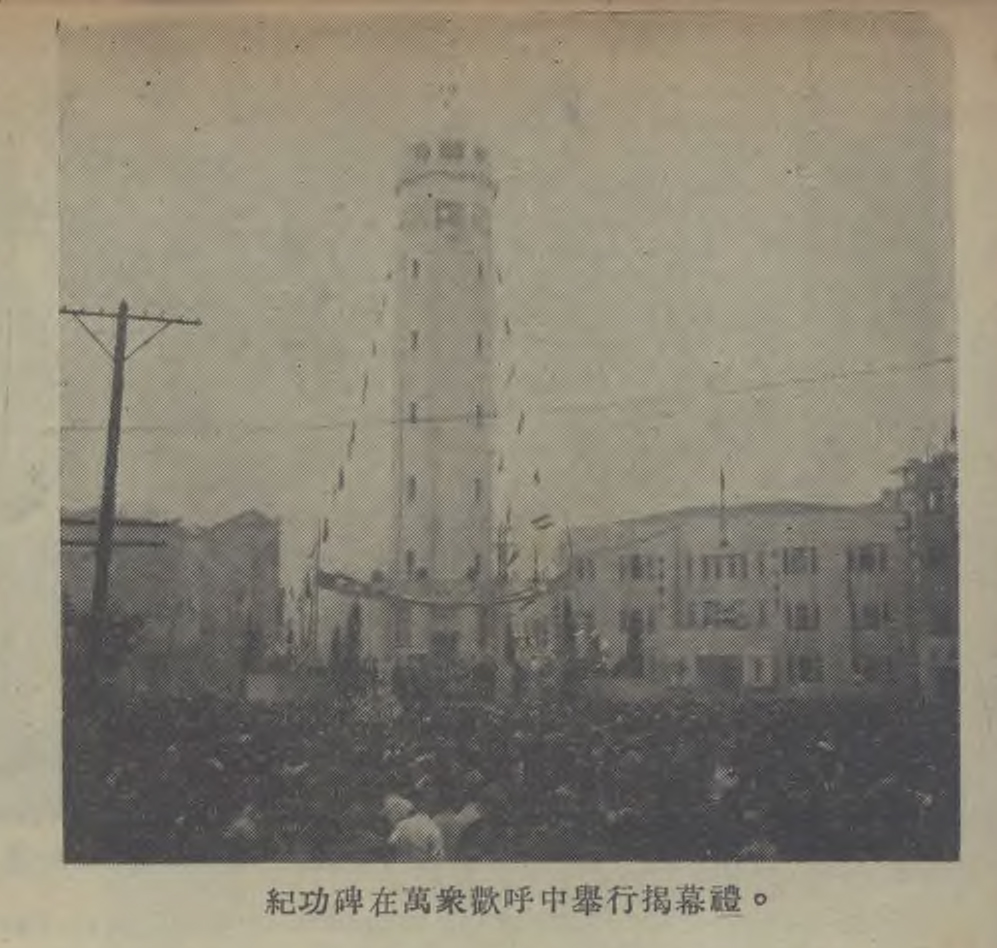
紀功碑在萬眾歡呼中舉行揭幕禮
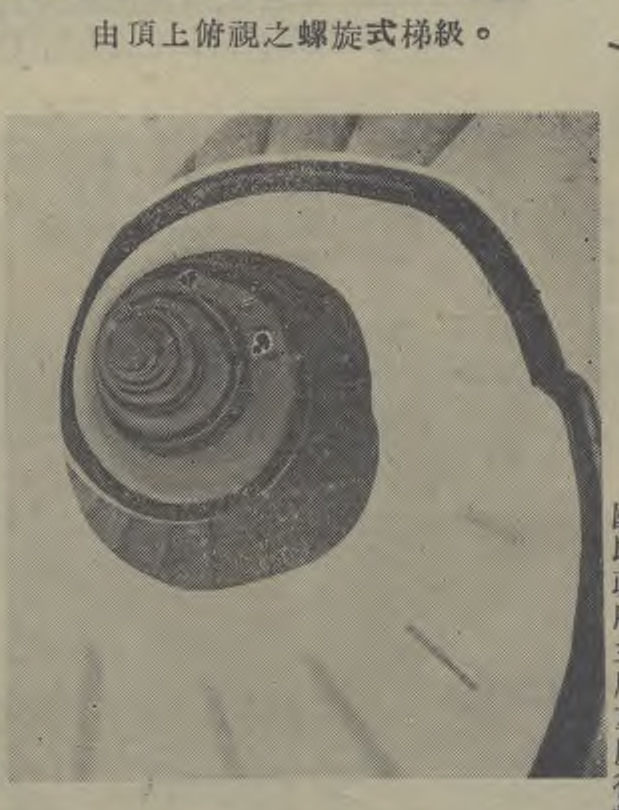
由頂上俯視之螺旋式梯級
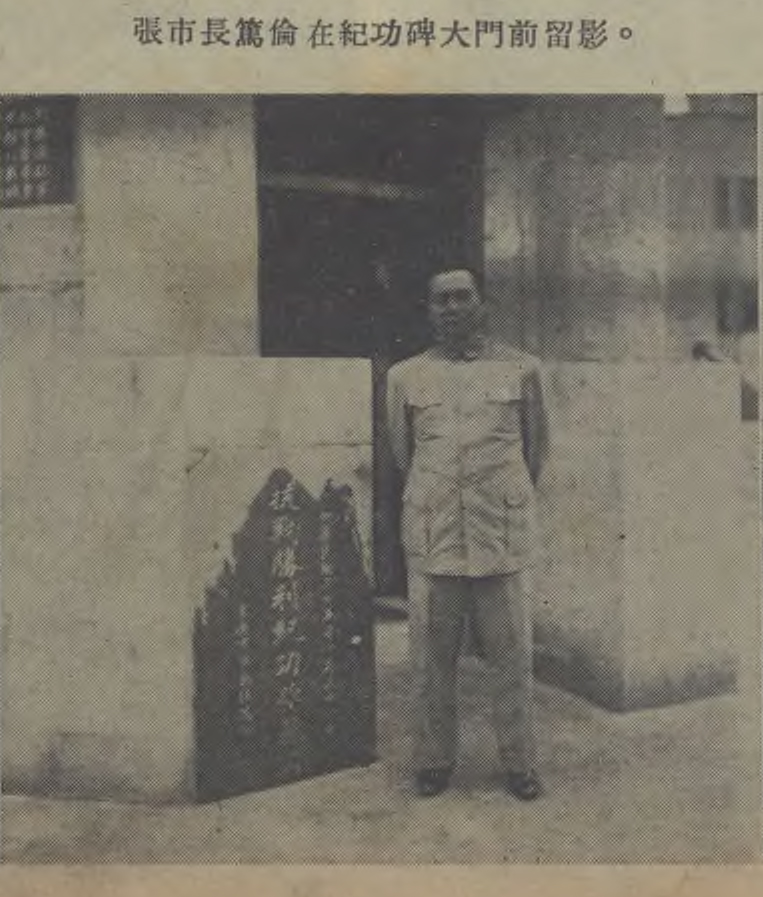
重庆市长張篤倫在紀功碑大門前留影
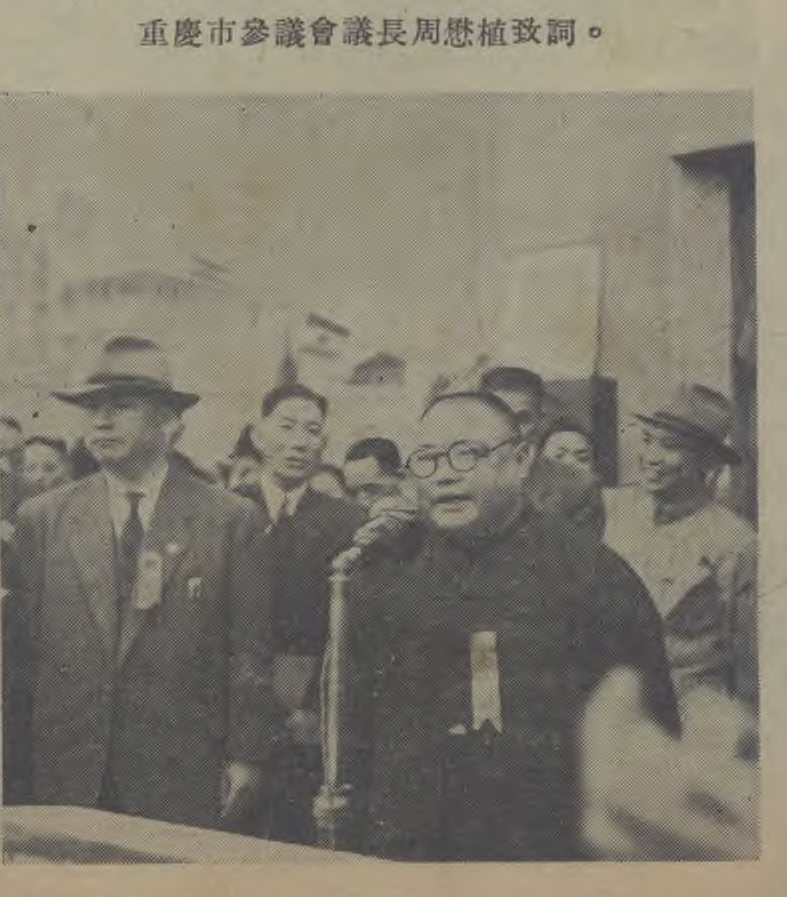
重慶市參議會議長周懋植致詞
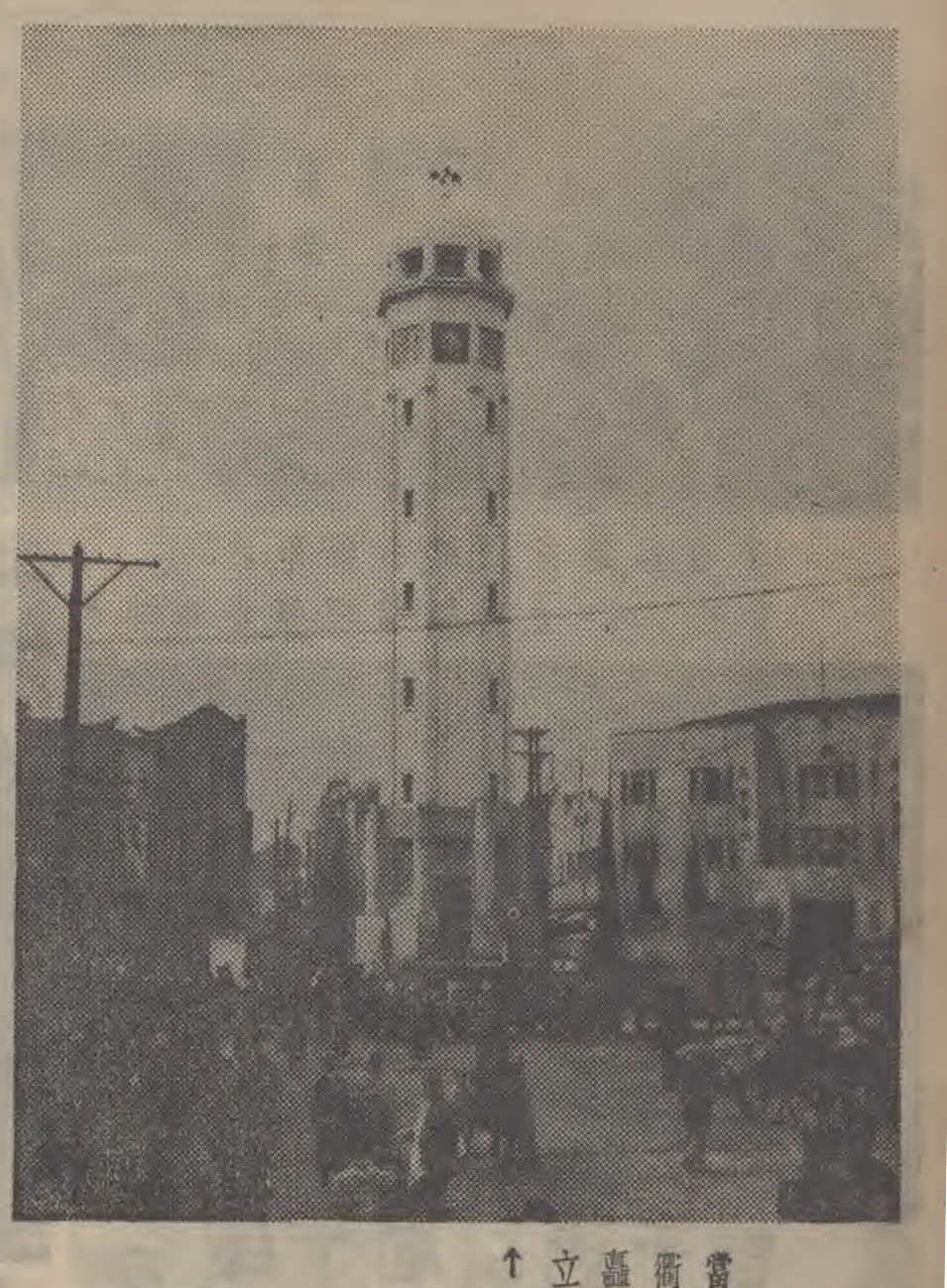
“當衢矗立”
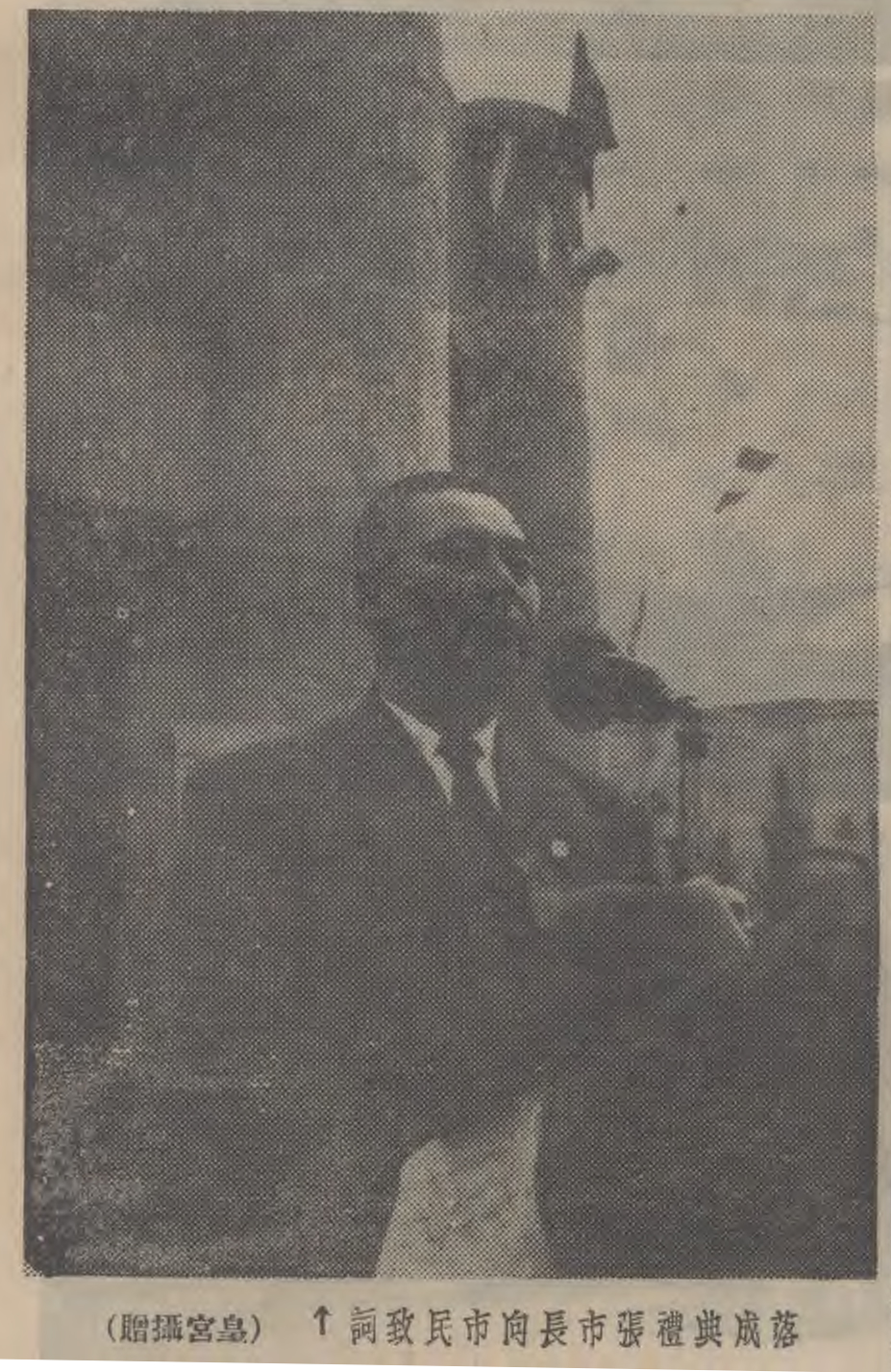
落成典禮張篤倫向市民致詞
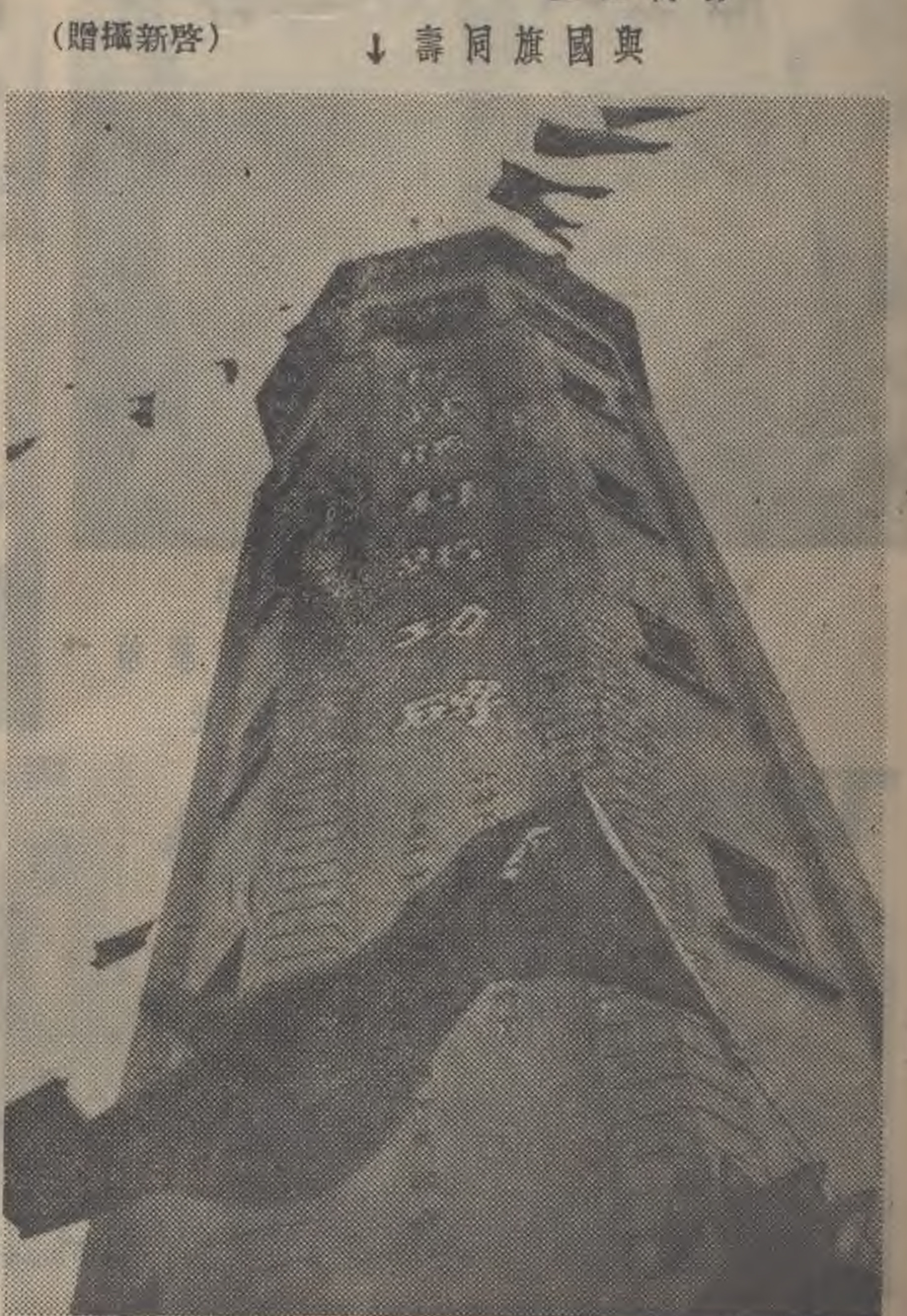
“與國旗同壽”
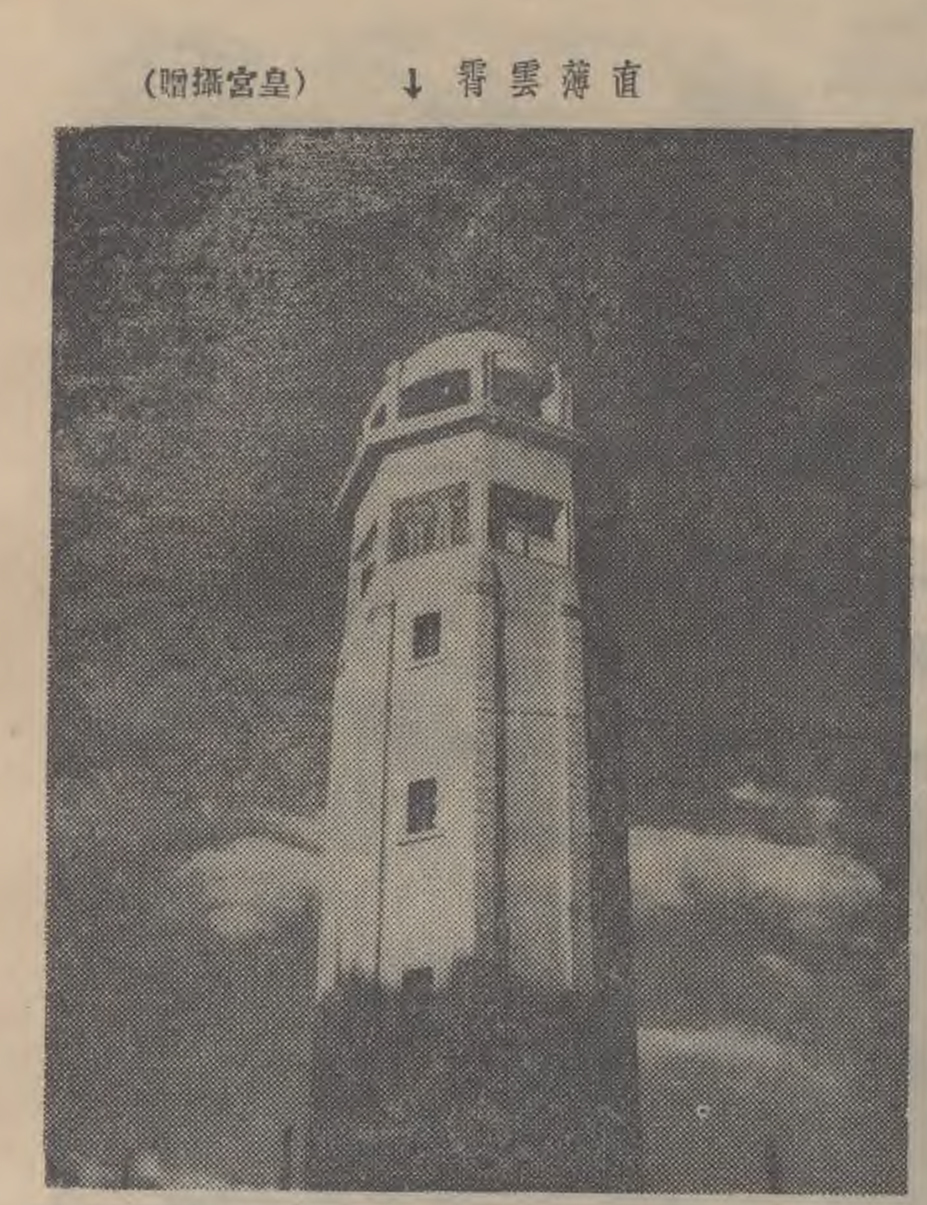
“直薄雲霄”

### 现状

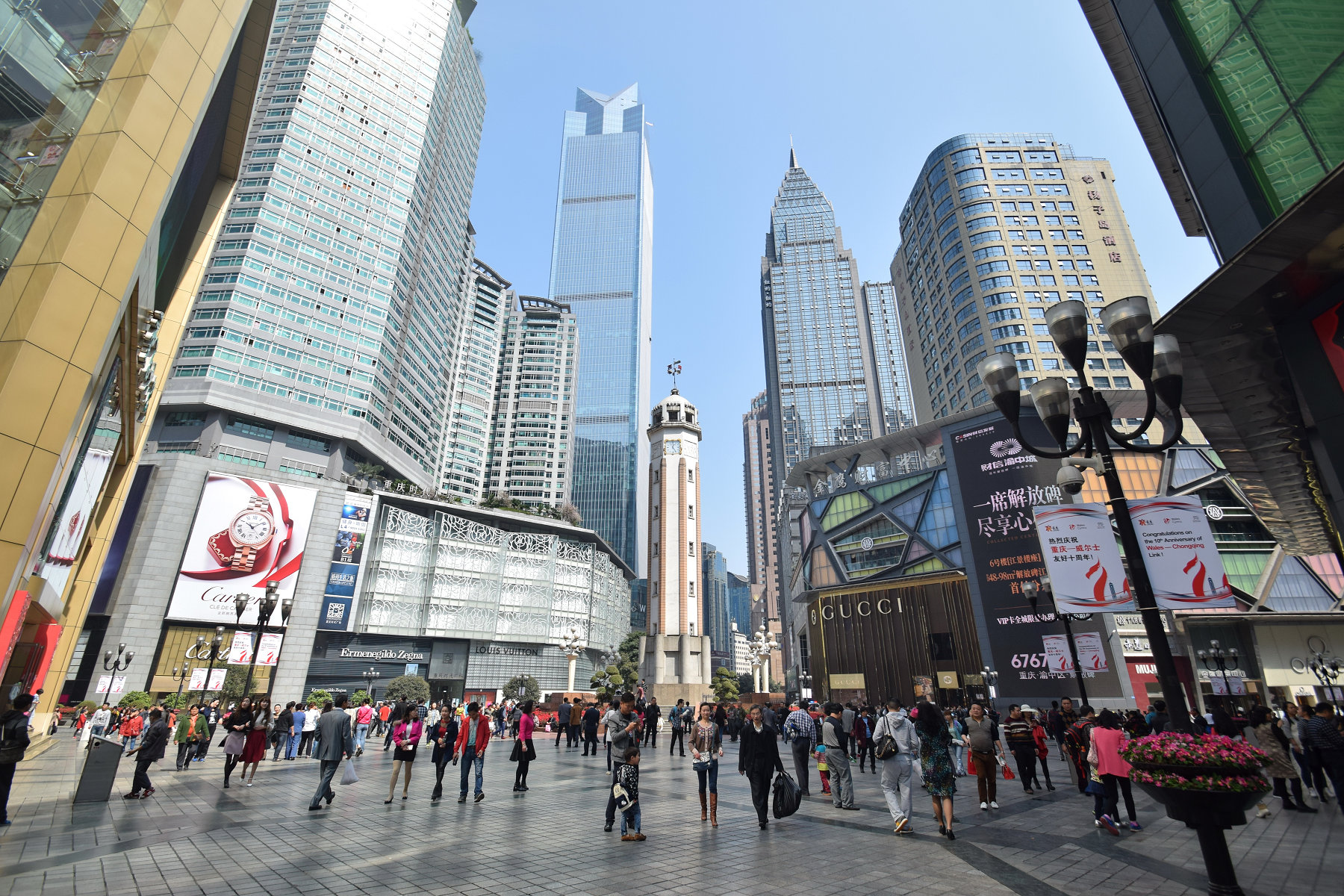
建成了商业区和步行街的解放碑周边
- 解放碑商圈周边
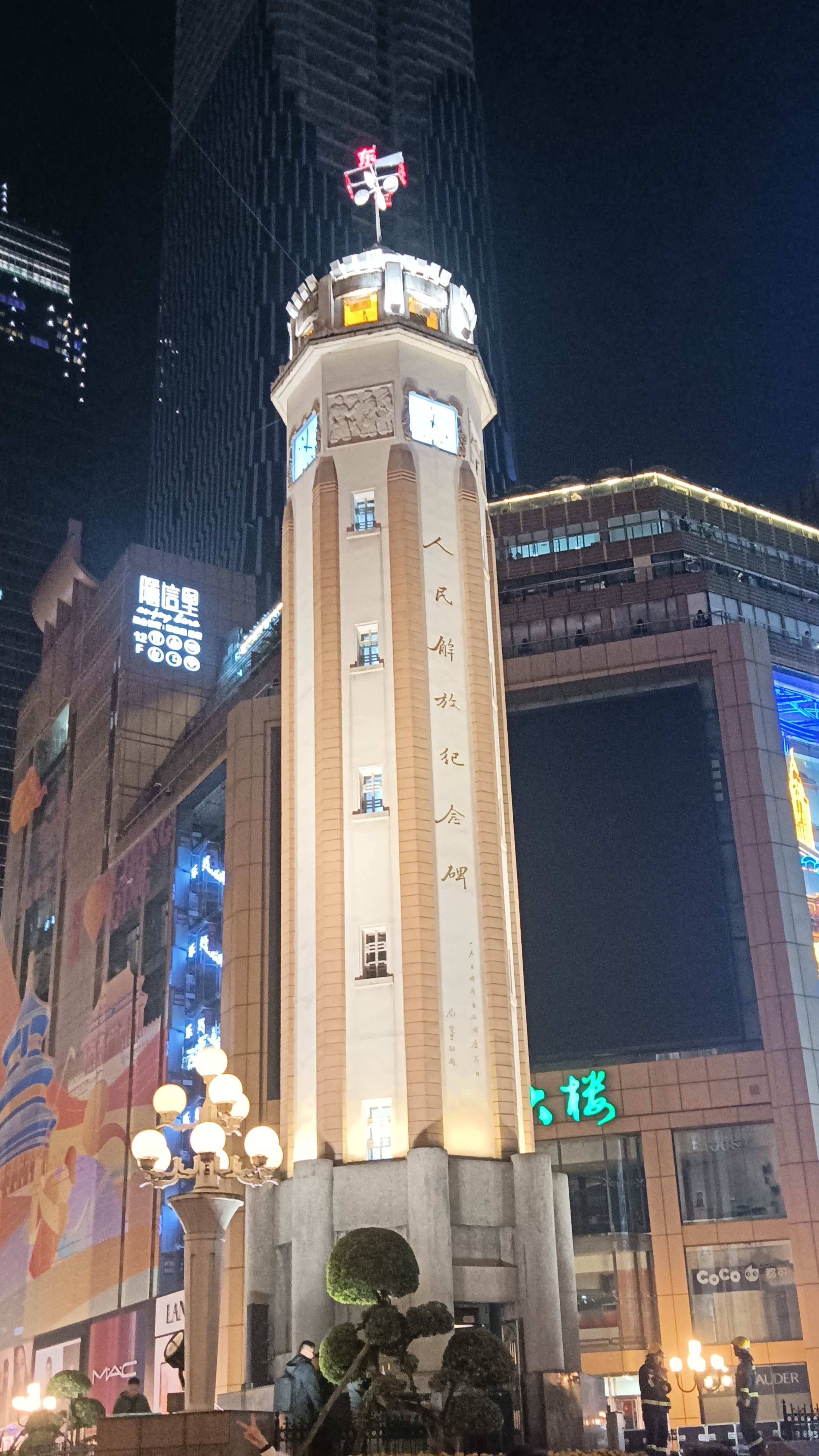
午夜中的解放碑